# Hyphilaria
Hyphilaria is een geslacht van vlinders uit de familie van de prachtvlinders (Riodinidae), onderfamilie Riodininae.
Hyphilaria werd in 1819 voor het eerst wetenschappelijk beschreven door Hübner.

## Soorten
Hyphilaria omvat de volgende soorten:
- H. anophthalma (Felder, 1865)
- H. anthias (Hewitson, 1874)
- H. barissus (Hewitson, 1875)
- H. boyi Röber, 1927
- H. nicia Hübner, 1819
- H. nicias (Stoll, 1791)
- H. parthenis (Westwood, 1851)
- H. thasus (Stoll, 1780)